# Musse Piggs ångvält
Musse Piggs ångvält (engelska: Mickey's Steam Roller) är en amerikansk animerad kortfilm med Musse Pigg från 1934.

## Handling
Musse Pigg åker omkring med en ångvält. Under tiden som han försöker charma Mimmi Pigg, har hans brorsöner Teddi och Freddi börjat köra med ångvälten.

## Om filmen
Filmen är den 67:e Musse Pigg-kortfilmen som producerades och den femte som lanserades år 1934.

## Rollista (i urval)
- Walt Disney – Musse Pigg
- Marcellite Garner – Mimmi Pigg[6]